# Aron (Loire)
Der Aron ist ein Fluss in Frankreich, der im Département Nièvre in der Region Bourgogne-Franche-Comté verläuft. Er entspringt in den Ausläufern des Morvan-Gebirges, im Gemeindegebiet von Saint-Révérien, wo sich sein Wasser zunächst im Étang d’Aron sammelt. Der Aron erreicht bei Châtillon-en-Bazois den Canal du Nivernais. Er begleitet ihn bis nach Decize, wo beide von rechts in die Loire einmünden. Die Flusslänge beträgt rund 101 Kilometer.

## Orte am Fluss
(Reihenfolge in Fließrichtung)
- Châtillon-en-Bazois
- Panneçot, Gemeinde Limanton
- Cercy-la-Tour
- Saint-Léger-des-Vignes
- Decize